# Veitchia spiralis
Espèce
Synonymes
- Kajewskia aneityensis Guillaumin[1]

Statut de conservation UICN

 NT  : Quasi menacé
Veitchia spiralis est une espèce de plantes de la famille des Arecaceae.